# Minuartia caespitosa
Minuartia caespitosa är en nejlikväxtart som först beskrevs av J. F. Ehrh. och Carl Ludwig von Willdenow, och fick sitt nu gällande namn av Deg. Minuartia caespitosa ingår i släktet nörlar, och familjen nejlikväxter. Inga underarter finns listade i Catalogue of Life.